# Каштанове (село)
Кашта́нове (крим. Kaştanove) — село Сімферопольського району Автономної Республіки Крим.